# Багерат
Багерат (бенгалски језик: বাগেরহাট সদর Bagerhat Sadar Upazila) је град и истоимена општина (упазила) у истоименом дистрикту покрајине Кулна, Бангладеш. Град се налази на ушћу река Ганг и Брамапутра у Бенгалски залив. Град је најпознатији по старом граду Калифатабаду, познатом као "ковница новца бенгалског султаната", који се налази у његовом предграђу, а који је уписан на УНЕСКО-в Списак места Светске баштине у Азији и Аустралазији 1985. године.
Багерат је према попису 1991. године имао 51,22% мушкараца и 48,78% жена, као и 49,9% писменог становништва, што је више од државног просека (32,4%). Град је подељен на 12 четврти/округа и 167 села.

## Историја
Калифатабад је основао генерал Улуг хан Јахан (1433.–1459.), туркијског порекла, у 15. веку, када је бенгалским сулатанатом владао султан Насир ал-дин Махмуд Шах (1442.–1459). Кан Јахан је испланирао правилну мрежу улица, изградио мостове и градски водовод (од којих су два велика базена, Горадиги и Даргадиги, још у употреби) и велики број џамија и гробница од опеке у препознатљивом стилу који је познат као "стил Кана Јахана". Поред тога што је био добар управитељ (који је управљао и покрајинама Џенаидах, Саткира, Патуакали и Барисал) Кан Јахан је био познат и као филантроп и пир (света особа која је ширила ислам, а није себе уздизала, нпр. новцем са својим ликом). Његову гробницу посете хиљаде исламских ходочасника сваке године.
Град је након смрти његова покровитеља 1459. године био заборављен, и након открића 1895. године започела је његова обнова, од 1903—1904. год.

## Знаменитости
Багерат има забележено тек 50 старих исламских споменика (од стотине скривених) који су откривени када су са њих скинути биљни покривачи који су га скривали вековима. Тада се, према УНЕСКО-у, указао "изванредан пример архитектонског склопа који представља важно раздобље људске историје". Ове грађевине су комбинација могулске и турске архитектуре, а од великог броја грађевина (само џамија је било 360) најпознатије су:
- Џамија шездесет гробница (Шат Гомбуј Масјид) је квадратична грађевина обима 49 x 33 м, има 60 ступова и 77 плитких купола изнад 7 бродова са по 11 попречних дубоких ниша који завршавају с михрабима, и четири торња с куполама на кутовима (предња два су служила као минарети). Служила је као главна џамија петка, али и као медреса.
- Џамија девет купола је богато украшена изнутра с теракотама цветних свитака и цветним мотивима, посебно око михраба. И она има обле торњеве на спратовима, и средишњу велику куполо око које се налази осам мањих.
- Маузолеј Кана Јахана има церемонијални квадратни базен испред, једну плитку куполу (п. 14 м) изнад скоро коцкасте грађевине с полукружним задебљанима на спратовима који подсећају на торњеве других џамија.
- Џамија Сингара има једну једину куполу коју подупиру дебели зидови с врхом од савијеног венца.
- Џамија Реза Кода или Џамија са шест купола има јединствен михраб с украсним мотивима ланца и звона.
- Зиндавир и др.

- Џамија 60 гробница
- Унутрашњост џамије
- Џамија девет купола
- Џамија Сингаир
- Маузолеј Кана Јахана